# خوان دي ماريانا
خوان دي ماريانا (بالإسبانية: Juan de Mariana)‏ هو مؤرخ واقتصادي وأستاذ جامعي إسباني، ولد في 25 سبتمبر 1536 في طلبيرة في إسبانيا، وتوفي في 17 فبراير 1624 في طليطلة في إسبانيا.

## وصلات خارجية
- خوان دي ماريانا على موقع الموسوعة البريطانية (الإنجليزية)